# Quatrième circonscription du Calvados
La quatrième circonscription du Calvados est représentée dans la XVIe législature par Christophe Blanchet.

## Description géographique et démographique

### De 1958 à 1986
La quatrième circonscription du Calvados était composée de :
- Canton de Balleroy
- Canton de Bayeux
- Canton de Caumont-l'Éventé
- Canton de Creully
- Canton d'Isigny-sur-Mer
- Canton de Ryes
- Canton de Tilly-sur-Seulles
- Canton de Trévières

### De 1988 à 2010
La Quatrième circonscription du Calvados était composée de :
- Canton de Blangy-le-Château
- Canton de Cabourg
- Canton de Cambremer
- Canton de Dozulé
- Canton de Honfleur
- Canton de Lisieux-1 (à l'exception de la commune de Lisieux)
- Canton de Pont-l'Évêque
- Canton de Trouville-sur-Mer

Avant 2012, le canton d'Ouistreham faisait partie de la cinquième circonscription. Le canton de Cambremer passa dans le même temps de la quatrième à la troisième circonscription.

### Depuis 2010
Située au nord-est du département, la quatrième circonscription du Calvados s'étire de la banlieue de Lisieux au sud à la cote, et de la banlieue de Caen à l'Eure. Depuis 2012, elle regroupe les cantons suivant :
- Canton de Blangy-le-Château
- Canton de Cabourg
- Canton de Dozulé
- Canton de Honfleur
- Canton de Lisieux-1 (à l'exception de la commune de Lisieux)
- Canton d'Ouistreham
- Canton de Pont-l'Évêque
- Canton de Trouville-sur-Mer

## Description historique et politique
Circonscription composée à la fois de zones rurales et du littoral normand, la quatrième circonscription du Calvados est une circonscription conservatrice, fortement ancrée à droite, pour laquelle elle a toujours voté depuis le redécoupage issu de la loi organique no 86-1197 du 24 novembre 1986.
La faiblesse politique de la gauche explique que celle-ci n'ait pas pu se qualifier pour le second tour en 1993 et en 2002, victime du Front national dans le premier cas puis de la victoire de la droite dès le premier tour dans le second.
Cette circonscription était considérée comme étant la 17e meilleure de France pour la droite en 1995 [réf. nécessaire].
Nicole Ameline, députée depuis 1993, est la seule survivante à la vague rose de 2012 dans le Calvados. Toutefois, elle ne parvient pas à faire face à En Marche en 2017. C'est le candidat MoDem Christophe Blanchet qui s'impose. Il est largement réélu en 2022 face à la gauche.

## Historique des résultats
| Législature | Début de mandat | Fin de mandat  | Député              | Parti politique | Observations |
| ----------- | --------------- | -------------- | ------------------- | --------------- | --- |
| Ire         | 9 décembre 1958 | 9 octobre 1962 | Raymond Triboulet   | UNR             | Remplacé par Emmanuel Villedieu le 9 février 1959 à la suite de sa nomination au gouvernement. Mandat écourté à la suite d'une dissolution parlementaire décidée par Charles de Gaulle.                                                                 |
| IIe         | 6 décembre 1962 | 2 avril 1967   | Raymond Triboulet   | UNR-UDT         | Remplacé par Alain Lecornu le 7 janvier 1963 à la suite de sa nomination au gouvernement. |
| IIIe        | 3 avril 1967    | 30 mai 1968    | Raymond Triboulet   | UD-Ve           | Mandat écourté à la suite d'une dissolution parlementaire décidée par Charles de Gaulle. |
| IVe         | 11 juillet 1968 | 1er avril 1973 | Raymond Triboulet   | UDR             | |
| Ve          | 2 avril 1973    | 2 avril 1978   | François d'Harcourt | UDR             | |
| VIe         | 3 avril 1978    | 22 mai 1981    | François d'Harcourt | UDF             | Mandat écourté à la suite d'une dissolution parlementaire décidée par François Mitterrand. |
| VIIe        | 2 juillet 1981  | 1er avril 1986 | François d'Harcourt | UDF             | |
| IXe         | 23 juin 1988    | 1er avril 1993 | Michel d'Ornano     | UDF             | Président du Conseil général du Calvados Remplacé le 9 mars 1991 par Nicole Ameline à la suite de son décès. |
| Xe          | 2 avril 1993    | 21 avril 1997  | Nicole Ameline      | UDF             | Remplacée par Yves Boisseau le 19 juin 1995 à la suite de sa nomination au gouvernement. Retrouve son poste le 17 décembre 1995 après son départ du gouvernement. Mandat écourté à la suite d'une dissolution parlementaire décidée par Jacques Chirac. |
| XIe         | 12 juin 1997    | 18 juin 2002   | Nicole Ameline      | DL              | Vice-Présidente du Conseil régional de Basse-Normandie |
| XIIe        | 19 juin 2002    | 19 juin 2007   | Nicole Ameline      | UMP             | Remplacée le 19 juillet 2002 par Yves Boisseau à la suite de sa nomination au gouvernement. |
| XIIIe       | 20 juin 2007    | 19 juin 2012   | Nicole Ameline      | UMP             | Conseillère régionale de Basse-Normandie (→ 2010). |
| XIVe        | 20 juin 2012    | 20 juin 2017   | Nicole Ameline      | UMP             | Conseillère régionale de Basse-Normandie (→ 2010). |
| XVe         | 21 juin 2017    | 21 juin 2022   | Christophe Blanchet | LREM            | |
| XVIe        | 22 juin 2022    | 9 juin 2024    | Christophe Blanchet | MoDem-Ensemble  | Mandat écourté à la suite d'une dissolution parlementaire décidée par Emmanuel Macron. |

## Historique des élections

### Élections de 1958
|                | Raymond Triboulet élu | UNR            | 20 443 | 63,19  |  |  |  |
|                | François d'Harcourt   | CNIP           | 5 556  | 17,17  |  |  |  |
|                | Pierre Legrand        | Radsoc         | 3 722  | 11,51  |  |  |  |
|                | Marcel Moreau         | PCF            | 2 630  | 8,13   |  |  |  |
|                |                       |                |        |        |  |  |  |
| Inscrits       | Inscrits              | Inscrits       | 43 538 | 100,00 |  |  |  |
| Abstentions    | Abstentions           | Abstentions    | 10 141 | 23,29  |  |  |  |
| Votants        | Votants               | Votants        | 33 397 | 76,71  |  |  |  |
| Blancs et nuls | Blancs et nuls        | Blancs et nuls | 1 046  | 3,13   |  |  |  |
| Exprimés       | Exprimés              | Exprimés       | 32 351 | 96,87  |  |  |  |

Emmanuel Villedieu, notaire, maire de La Cambe était le suppléant de Raymond Triboulet. Il le remplaça du 9 février 1959 au 9 octobre 1962, quand Raymond Triboulet fut nommé membre du gouvernement.
Emmanuel Villedieu quitta le groupe UNR et siégea comme non-inscrit.

### Élections de 1962
|                | Raymond Triboulet sortant réélu | UNR-UDT        | 15 890 | 60,33  |  |  |  |
|                | Jean-Pierre Baudard             | Radsoc         | 6 040  | 22,93  |  |  |  |
|                | Léonce Martin                   | CNIP           | 2 290  | 8,69   |  |  |  |
|                | Marcel Moreau                   | PCF            | 2 118  | 8,04   |  |  |  |
|                |                                 |                |        |        |  |  |  |
| Inscrits       | Inscrits                        | Inscrits       | 43 283 | 100,00 |  |  |  |
| Abstentions    | Abstentions                     | Abstentions    | 16 000 | 36,97  |  |  |  |
| Votants        | Votants                         | Votants        | 27 283 | 63,03  |  |  |  |
| Blancs et nuls | Blancs et nuls                  | Blancs et nuls | 945    | 3,46   |  |  |  |
| Exprimés       | Exprimés                        | Exprimés       | 26 338 | 96,54  |  |  |  |

Alain Lecornu, agriculteur, conseiller municipal de Nonant, était le suppléant de Raymond Triboulet. Il le remplaça du 7 janvier 1963 au 2 avril 1967, quand Raymond Triboulet fut nommé membre du gouvernement.

### Élections de 1967
|                | Raymond Triboulet sortant réélu | UD-Ve          | 18 535 | 56,56  |  |  |  |
|                | Monique Corblet                 | CD (PDM)       | 6 514  | 19,88  |  |  |  |
|                | Georges Fauvel                  | PCF            | 4 294  | 13,1   |  |  |  |
|                | Gaston Moutet                   | FGDS (SFIO)    | 3 427  | 10,46  |  |  |  |
|                |                                 |                |        |        |  |  |  |
| Inscrits       | Inscrits                        | Inscrits       | 41 211 | 100,00 |  |  |  |
| Abstentions    | Abstentions                     | Abstentions    | 7 515  | 18,24  |  |  |  |
| Votants        | Votants                         | Votants        | 33 696 | 81,76  |  |  |  |
| Blancs et nuls | Blancs et nuls                  | Blancs et nuls | 926    | 2,75   |  |  |  |
| Exprimés       | Exprimés                        | Exprimés       | 32 770 | 97,25  |  |  |  |

Alain Lecornu était le suppléant de Raymond Triboulet.

### Élections de 1968
|                | Raymond Triboulet sortant réélu | UDR (URP)      | 18 830 | 54,76  |  |  |  |
|                | Monique Corblet                 | CD (PDM)       | 5 344  | 15,54  |  |  |  |
|                | Jean-Pierre Baudard             | FGDS (Radical) | 3 693  | 10,74  |  |  |  |
|                | Georges Fauvel                  | PCF            | 2 750  | 8      |  |  |  |
|                | Roger Massu                     | Modérés        | 2 701  | 7,85   |  |  |  |
|                | Jean-Charles Payen              | PSU            | 1 070  | 3,11   |  |  |  |
|                |                                 |                |        |        |  |  |  |
| Inscrits       | Inscrits                        | Inscrits       | 43 060 | 100,00 |  |  |  |
| Abstentions    | Abstentions                     | Abstentions    | 8 194  | 19,03  |  |  |  |
| Votants        | Votants                         | Votants        | 34 866 | 80,97  |  |  |  |
| Blancs et nuls | Blancs et nuls                  | Blancs et nuls | 478    | 1,37   |  |  |  |
| Exprimés       | Exprimés                        | Exprimés       | 34 388 | 98,63  |  |  |  |

Alain Lecornu était le suppléant de Raymond Triboulet.

### Élections de 1973
| Candidat       | Candidat                  | Parti          | Premier tour | Premier tour | Second tour | Second tour |  |
| Candidat       | Candidat                  | Parti          | Voix         | %            | Voix        | %           |  |
| -------------- | ------------------------- | -------------- | ------------ | ------------ | ----------- | ----------- |  |
|                | Raymond Triboulet sortant | UDR (URP)      | 12 624       | 34,79        | 13 558      | 37,76       |  |
|                | François d'Harcourt élu   | CNIP           | 9 664        | 26,63        | 14 877      | 41,43       |  |
|                | Roger Jouet               | CD (MR)        | 4 982        | 13,73        | Retrait     | Retrait     |  |
|                | Pierre Bourgine           | PS (UGSD)      | 4 680        | 12,9         | 7 470       | 20,8        |  |
|                | Georges Fauvel            | PCF            | 4 339        | 11,96        |             |             |  |
|                |                           |                |              |              |             |             |  |
| Inscrits       | Inscrits                  | Inscrits       | 45 625       | 100,00       | 45 639      | 100,00      |  |
| Abstentions    | Abstentions               | Abstentions    | 8 601        | 18,85        | 9 185       | 20,13       |  |
| Votants        | Votants                   | Votants        | 37 024       | 81,15        | 36 454      | 79,87       |  |
| Blancs et nuls | Blancs et nuls            | Blancs et nuls | 735          | 1,99         | 549         | 1,51        |  |
| Exprimés       | Exprimés                  | Exprimés       | 36 289       | 98,01        | 35 905      | 98,49       |  |

Mme le Docteur Camille Huet, maire de Port-en-Bessin était la suppléante de François d'Harcourt.

### Élections de 1978
|                | François d'Harcourt sortant réélu | CNIP           | 23 649 | 52,78  |  |  |  |
|                | Charles Bail                      | PS             | 8 317  | 18,56  |  |  |  |
|                | Étienne Audineau                  | PCF            | 4 872  | 10,87  |  |  |  |
|                | Jean Le Carpentier                | Divers droite  | 4 649  | 10,37  |  |  |  |
|                | Annick Marty                      | LO             | 1 499  | 3,35   |  |  |  |
|                | Bernard Millet                    | MDD            | 1 462  | 3,26   |  |  |  |
|                | Yves Siri                         | FN             | 362    | 0,81   |  |  |  |
|                |                                   |                |        |        |  |  |  |
| Inscrits       | Inscrits                          | Inscrits       | 55 260 | 100,00 |  |  |  |
| Abstentions    | Abstentions                       | Abstentions    | 9 686  | 17,53  |  |  |  |
| Votants        | Votants                           | Votants        | 45 574 | 82,47  |  |  |  |
| Blancs et nuls | Blancs et nuls                    | Blancs et nuls | 764    | 1,68   |  |  |  |
| Exprimés       | Exprimés                          | Exprimés       | 44 810 | 98,32  |  |  |  |

Camille Huet était la suppléante de François d'Harcourt.

### Élections de 1981
|                | François d'Harcourt sortant réélu | CNIP (UNM)     | 24 617 | 58,7   |  |  |  |
|                | Charles Bail                      | PS             | 14 929 | 35,6   |  |  |  |
|                | Étienne Audineau                  | PCF            | 2 394  | 5,71   |  |  |  |
|                |                                   |                |        |        |  |  |  |
| Inscrits       | Inscrits                          | Inscrits       | 58 394 | 100,00 |  |  |  |
| Abstentions    | Abstentions                       | Abstentions    | 15 956 | 27,32  |  |  |  |
| Votants        | Votants                           | Votants        | 42 438 | 72,68  |  |  |  |
| Blancs et nuls | Blancs et nuls                    | Blancs et nuls | 498    | 1,17   |  |  |  |
| Exprimés       | Exprimés                          | Exprimés       | 41 940 | 98,83  |  |  |  |

Jean-Jacques Marie, agriculteur, maire de Cully était le suppléant de François d'Harcourt.

### Élections de 1988
|                | Michel d'Ornano sortant réélu | UDF (PR) (URC) | 23 855 | 54,35  |  |  |  |
|                | Gilbert Hurel                 | PS             | 13 243 | 30,17  |  |  |  |
|                | Yvonne Le Hénaff              | PCF            | 3 334  | 7,6    |  |  |  |
|                | Guy Dupin                     | FN             | 2 855  | 6,5    |  |  |  |
|                | Jean-Claude Cherrier          | Divers droite  | 608    | 1,39   |  |  |  |
|                |                               |                |        |        |  |  |  |
| Inscrits       | Inscrits                      | Inscrits       | 67 275 | 100,00 |  |  |  |
| Abstentions    | Abstentions                   | Abstentions    | 22 661 | 33,68  |  |  |  |
| Votants        | Votants                       | Votants        | 44 614 | 66,32  |  |  |  |
| Blancs et nuls | Blancs et nuls                | Blancs et nuls | 719    | 1,61   |  |  |  |
| Exprimés       | Exprimés                      | Exprimés       | 43 895 | 98,39  |  |  |  |

Nicole Ameline, diplômée en droit et en science politique, était la suppléante de Michel d'Ornano. Elle le remplaça à la suite de son décès, du 9 mars 1991 au 1er avril 1993.

### Élections de 1993
| Candidat       | Candidat                       | Parti             | Premier tour | Premier tour | Second tour | Second tour |  |
| Candidat       | Candidat                       | Parti             | Voix         | %            | Voix        | %           |  |
| -------------- | ------------------------------ | ----------------- | ------------ | ------------ | ----------- | ----------- |  |
|                | Nicole Ameline sortante réélue | UDF (PR)          | 19 816       | 43,61        | 28 070      | 76,64       |  |
|                | Guy Dupin                      | FN                | 4 843        | 10,66        | 8 555       | 23,36       |  |
|                | Jangui Le Carpentier           | PS (ADFP)         | 4 757        | 10,47        |             |             |  |
|                | Gérard Pruvost                 | RPR               | 4 460        | 9,82         |             |             |  |
|                | Pierre Mouraret                | PCF               | 3 184        | 7,01         |             |             |  |
|                | Michel Lamarre                 | Divers écologiste | 3 037        | 6,68         |             |             |  |
|                | Corinne Lepage Huglo           | GÉ (EÉ)           | 2 806        | 6,18         |             |             |  |
|                | Elysabeth Morisseau            | MDR               | 1 249        | 2,75         |             |             |  |
|                | Alexis Mourre                  | MDC               | 509          | 1,12         |             |             |  |
|                | Jean-Claude Métier             | Divers droite     | 506          | 1,11         |             |             |  |
|                | Sonia Germain                  | LT-LNÉ            | 270          | 0,59         |             |             |  |
|                |                                |                   |              |              |             |             |  |
| Inscrits       | Inscrits                       | Inscrits          | 69 234       | 100,00       | 69 225      | 100,00      |  |
| Abstentions    | Abstentions                    | Abstentions       | 21 359       | 30,85        | 25 808      | 37,28       |  |
| Votants        | Votants                        | Votants           | 47 875       | 69,15        | 43 417      | 62,72       |  |
| Blancs et nuls | Blancs et nuls                 | Blancs et nuls    | 2 438        | 5,09         | 6 792       | 15,64       |  |
| Exprimés       | Exprimés                       | Exprimés          | 45 437       | 94,91        | 36 625      | 84,36       |  |

Yves Boisseau, ingénieur à Colombelles était le suppléant de Nicole Ameline. Yves Boisseau remplaça Nicole Ameline, nommée membre du gouvernement, du 19 juin au 8 novembre 1995.

### Élection partielle de 1995
À la suite de la démission de Yves Boisseau le 8 novembre 1995, une élection législative partielle est organisée les 10 et 17 décembre 1995.
| Candidat       | Candidat                       | Parti          | Premier tour | Premier tour | Second tour | Second tour |  |
| Candidat       | Candidat                       | Parti          | Voix         | %            | Voix        | %           |  |
| -------------- | ------------------------------ | -------------- | ------------ | ------------ | ----------- | ----------- |  |
|                | Nicole Ameline sortante réélue | UDF (PR)       | 10 995       | 40,82        | 14 598      | 52,04       |  |
|                | Marie-Rose Koro                | PS             | 6 944        | 25,78        | 13 449      | 47,95       |  |
|                | Christian Guéret du Manoir     | FN             | 3 630        | 13,47        |             |             |  |
|                | Pierre Mouraret                | PCF            | 2 323        | 8,62         |             |             |  |
|                | Françoise Gay                  | Divers droite  | 1 271        | 4,71         |             |             |  |
|                | Aymeric Blasselle              | MPF            | 888          | 3,29         |             |             |  |
|                |                                |                |              |              |             |             |  |
| Inscrits       | Inscrits                       | Inscrits       | 70 330       | 100,00       | 70 329      | 100,00      |  |
| Abstentions    | Abstentions                    | Abstentions    | 42 597       | 60,57        | 41 010      | 58,31       |  |
| Votants        | Votants                        | Votants        | 27 733       | 39,43        | 29 319      | 41,69       |  |
| Blancs et nuls | Blancs et nuls                 | Blancs et nuls | 804          | 2,9          | 1 272       | 4,34        |  |
| Exprimés       | Exprimés                       | Exprimés       | 26 929       | 97,1         | 28 047      | 95,66       |  |

Le suppléant de Nicole Ameline était Yves Boisseau.

### Élections de 1997
| Candidat       | Candidat                       | Parti          | Premier tour | Premier tour | Second tour | Second tour |  |
| Candidat       | Candidat                       | Parti          | Voix         | %            | Voix        | %           |  |
| -------------- | ------------------------------ | -------------- | ------------ | ------------ | ----------- | ----------- |  |
|                | Nicole Ameline sortante réélue | UDF (PR)       | 16 993       | 37,55        | 26 347      | 54,96       |  |
|                | Marie-Rose Koro                | PS             | 11 331       | 25,04        | 21 590      | 45,04       |  |
|                | Christian Guéret du Manoir     | FN             | 6 269        | 13,85        |             |             |  |
|                | Pierre Mouraret                | PCF            | 3 814        | 8,43         |             |             |  |
|                | Françoise-Edmonde Morin        | Les Verts      | 2 018        | 4,46         |             |             |  |
|                | Françoise Gay                  | Divers droite  | 1 938        | 4,28         |             |             |  |
|                | Aymeric Blasselle              | LDI (MPF)      | 1 577        | 3,48         |             |             |  |
|                | Michel Rousseau                | MÉI            | 903          | 2            |             |             |  |
|                | Richard Halley                 | Divers droite  | 415          | 0,92         |             |             |  |
|                |                                |                |              |              |             |             |  |
| Inscrits       | Inscrits                       | Inscrits       | 69 824       | 100,00       | 69 826      | 100,00      |  |
| Abstentions    | Abstentions                    | Abstentions    | 22 450       | 32,15        | 19 412      | 27,8        |  |
| Votants        | Votants                        | Votants        | 47 374       | 67,85        | 50 414      | 72,2        |  |
| Blancs et nuls | Blancs et nuls                 | Blancs et nuls | 2 116        | 4,47         | 2 477       | 4,91        |  |
| Exprimés       | Exprimés                       | Exprimés       | 45 258       | 95,53        | 47 937      | 95,09       |  |

Le suppléant de Nicole Ameline était Yves Boisseau. Yves Boisseau remplaça Nicole Ameline, nommée membre du gouvernement, du 8 juin 2002 au 18 juin 2002.

### Élections de 2002
|                | Nicole Ameline sortante réélue | UMP               | 23 980 | 50,02  |  |  |  |
|                | Catherine Le Galiot            | PS                | 10 310 | 21,51  |  |  |  |
|                | Nelly Thomas                   | FN                | 4 979  | 10,39  |  |  |  |
|                | Nadine Dombis                  | CPNT              | 2 080  | 4,34   |  |  |  |
|                | Pierre Mouraret                | PCF               | 2 053  | 4,28   |  |  |  |
|                | Philippe Iacolare              | Divers            | 854    | 1,78   |  |  |  |
|                | Patrick Poirot-Bourdain        | LO                | 785    | 1,64   |  |  |  |
|                | Aymeric Blasselle              | MPF               | 749    | 1,56   |  |  |  |
|                | Damien Delvaux                 | Divers écologiste | 748    | 1,56   |  |  |  |
|                | Pierre Bellanger               | GÉ                | 440    | 0,92   |  |  |  |
|                | Carole Hersent-Lechatreux      | Divers            | 411    | 0,86   |  |  |  |
|                | Eva Blocman                    | MNR               | 382    | 0,8    |  |  |  |
|                | Philippe Coquelin              | LN                | 168    | 0,35   |  |  |  |
|                |                                |                   |        |        |  |  |  |
| Inscrits       | Inscrits                       | Inscrits          | 75 610 | 100,00 |  |  |  |
| Abstentions    | Abstentions                    | Abstentions       | 26 887 | 35,56  |  |  |  |
| Votants        | Votants                        | Votants           | 48 723 | 64,44  |  |  |  |
| Blancs et nuls | Blancs et nuls                 | Blancs et nuls    | 784    | 1,61   |  |  |  |
| Exprimés       | Exprimés                       | Exprimés          | 47 939 | 98,39  |  |  |  |

Le suppléant de Nicole Ameline était Yves Boisseau.

### Élections de 2007
|                | Nicole Ameline sortante réélue | UMP            | 26 446 | 53,37  |  |  |  |
|                | Damien Cesselin                | PS             | 10 613 | 21,42  |  |  |  |
|                | Frédéric Chazal                | UDF–MoDem      | 2 675  | 5,4    |  |  |  |
|                | Pierre Mouraret                | PCF            | 2 307  | 4,66   |  |  |  |
|                | Colette Gadiot                 | FN             | 1 830  | 3,69   |  |  |  |
|                | Emmanuelle Marie               | CPNT           | 1 459  | 2,94   |  |  |  |
|                | Nicole Fernandez Bravo         | Les Verts      | 1 271  | 2,56   |  |  |  |
|                | Maryse Bouvard                 | MPF            | 747    | 1,51   |  |  |  |
|                | Michel Sidortchouk             | LCR            | 704    | 1,42   |  |  |  |
|                | Christophe Ménard              | CNIP           | 429    | 0,87   |  |  |  |
|                | Patrick Poirot-Bourdain        | LO             | 400    | 0,81   |  |  |  |
|                | Magda Maffezzoli               | Divers         | 359    | 0,72   |  |  |  |
|                | Georges Marchand               | COM            | 255    | 0,51   |  |  |  |
|                | David Simhon                   | AL             | 58     | 0,12   |  |  |  |
|                |                                |                |        |        |  |  |  |
| Inscrits       | Inscrits                       | Inscrits       | 81 648 | 100,00 |  |  |  |
| Abstentions    | Abstentions                    | Abstentions    | 31 254 | 38,28  |  |  |  |
| Votants        | Votants                        | Votants        | 50 394 | 61,72  |  |  |  |
| Blancs et nuls | Blancs et nuls                 | Blancs et nuls | 841    | 1,67   |  |  |  |
| Exprimés       | Exprimés                       | Exprimés       | 49 553 | 98,33  |  |  |  |

Le suppléant de Nicole Ameline était Christian Cardon, haut fonctionnaire, maire de Trouville-sur-Mer.

### Élections de 2012
Les élections législatives françaises de 2012 ont eu lieu les dimanches 10 et 17 juin 2012.
| Candidat       | Candidat                       | Parti                                  | Premier tour | Premier tour | Second tour | Second tour |  |
| Candidat       | Candidat                       | Parti                                  | Voix         | %            | Voix        | %           |  |
| -------------- | ------------------------------ | -------------------------------------- | ------------ | ------------ | ----------- | ----------- |  |
|                | Nicole Ameline sortante réélue | UMP                                    | 23 194       | 41,04        | 29 071      | 52,89       |  |
|                | Clémentine Le Marrec           | PS                                     | 17 315       | 30,64        | 25 891      | 47,11       |  |
|                | Gilles Lebreton                | RBM (SIEL)                             | 7 120        | 12,60        |             |             |  |
|                | Pierre Mouraret                | FG (PCF)                               | 4 957        | 8,77         |             |             |  |
|                | Pascal Chapelle                | EÉLV                                   | 1 805        | 3,19         |             |             |  |
|                | Pierre-Claude Le Joncour       | Divers droite (Territoire et Libertés) | 873          | 1,54         |             |             |  |
|                | Arlette Girond                 | DLR                                    | 678          | 1,20         |             |             |  |
|                | Caroline Derec                 | LO                                     | 336          | 0,59         |             |             |  |
|                | Sophie Liard                   | NPA                                    | 240          | 0,42         |             |             |  |
|                |                                |                                        |              |              |             |             |  |
| Inscrits       | Inscrits                       | Inscrits                               | 97 734       | 100,00       | 97 731      | 100,00      |  |
| Abstentions    | Abstentions                    | Abstentions                            | 40 411       | 41,35        | 41 414      | 42,38       |  |
| Votants        | Votants                        | Votants                                | 57 323       | 58,65        | 56 317      | 57,62       |  |
| Blancs et nuls | Blancs et nuls                 | Blancs et nuls                         | 805          | 1,4          | 1 355       | 2,41        |  |
| Exprimés       | Exprimés                       | Exprimés                               | 56 518       | 98,6         | 54 962      | 97,59       |  |

Le suppléant de Nicole Ameline était Christian Cardon.

### Élections de 2017
Les élections législatives françaises de 2017 ont eu lieu les dimanches 11 et 18 juin 2017.
|                                                                           |                                                                                           |                           |                           |                          |                          |
|                                                                           |                                                                                           | Premier tour 11 juin 2017 | Premier tour 11 juin 2017 | Second tour 18 juin 2017 | Second tour 18 juin 2017 |
|                                                                           |                                                                                           |                           |                           |                          |                          |
|                                                                           |                                                                                           | Nombre                    | % des inscrits            | Nombre                   | % des inscrits           |
| Inscrits                                                                  | Inscrits                                                                                  | 100 988                   | 100,00                    | 101 010                  | 100,00                   |
| Abstentions                                                               | Abstentions                                                                               | 48 928                    | 48,45                     | 56 355                   | 55,79                    |
| Votants                                                                   | Votants                                                                                   | 52 060                    | 51,55                     | 44 655                   | 44,21                    |
|                                                                           |                                                                                           |                           | % des votants             |                          | % des votants            |
| Bulletins blancs                                                          | Bulletins blancs                                                                          | 527                       | 1,01                      | 2 688                    | 6,02                     |
| Bulletins nuls                                                            | Bulletins nuls                                                                            | 326                       | 0,63                      | 1 436                    | 3,22                     |
| Suffrages exprimés                                                        | Suffrages exprimés                                                                        | 51 207                    | 98,36                     | 40 531                   | 90,76                    |
|                                                                           |                                                                                           |                           |                           |                          |                          |
| Candidat Étiquette politique (partis et alliances)                        | Candidat Étiquette politique (partis et alliances)                                        | Voix                      | % des exprimés            | Voix                     | % des exprimés           |
|                                                                           |                                                                                           |                           |                           |                          |                          |
|                                                                           | Christophe Blanchet La République en marche (Mouvement démocrate)                         | 20 338                    | 39,72                     | 22 624                   | 55,82                    |
|                                                                           | Nicole Ameline (députée sortante) Les Républicains (Union des démocrates et indépendants) | 12 186                    | 23,80                     | 17 907                   | 44,18                    |
|                                                                           | Philippe Fouché-Saillenfest Front national                                                | 5 884                     | 11,49                     |                          |                          |
|                                                                           | Xavier Madelaine Parti socialiste                                                         | 2 927                     | 5,72                      |                          |                          |
|                                                                           | Stéphane Poussier La France insoumise                                                     | 2 837                     | 5,54                      |                          |                          |
|                                                                           | Pierre Mouraret Parti communiste français                                                 | 2 814                     | 5,50                      |                          |                          |
|                                                                           | Sophie Börner Europe Écologie Les Verts                                                   | 2 113                     | 4,13                      |                          |                          |
|                                                                           | Alain Astresse Debout la France                                                           | 960                       | 1,87                      |                          |                          |
|                                                                           | Caroline Derec Lutte ouvrière                                                             | 393                       | 0,77                      |                          |                          |
|                                                                           | Louis Lagarde Union populaire républicaine                                                | 333                       | 0,65                      |                          |                          |
|                                                                           | Sophie Aguillé Parti de la France                                                         | 165                       | 0,32                      |                          |                          |
|                                                                           | Pascale Gros Sans étiquette                                                               | 105                       | 0,21                      |                          |                          |
|                                                                           | Valentine Boyer Divers centre (Allons enfants)                                            | 102                       | 0,20                      |                          |                          |
|                                                                           | Véronique Rouillé Divers gauche (Parti de la démondialisation)                            | 50                        | 0,10                      |                          |                          |
| Source : Ministère de l'Intérieur - Quatrième circonscription du Calvados |                                                                                           |                           |                           |                          |                          |

La suppléante de Christophe Blanchet était Mélanie Rungette-Lenormand, responsable des relations sociales dans une entreprise internationale à Paris.

### Élections de 2022
| Résultats des élections législatives des 12 et 19 juin 2022 de la 4e circonscription du Calvados |                          |                          |                          |              |              |             |             |
| Candidat                                                                                         | Candidat                 | Parti et coalition       | Nuance                   | Premier tour | Premier tour | Second tour | Second tour |
| Candidat                                                                                         | Candidat                 | Parti et coalition       | Nuance                   | Voix         | %            | Voix        | %           |
|                                                                                                  | Christophe Blanchet      | LREM (ENS)               | ENS                      | 19 101       | 36,44        | 28 920      | 61,08       |
|                                                                                                  | Pierre Mouraret          | PCF (NUPES)              | NUP                      | 11 865       | 22,64        | 18 427      | 38,92       |
|                                                                                                  | Patrick Beloncle         | RN                       | RN                       | 9 849        | 18,79        |             |             |
|                                                                                                  | Sophie Gaugain           | LR (UDC)                 | LR                       | 6 583        | 12,56        |             |             |
|                                                                                                  | Florence Cothier         | REC                      | REC                      | 2 221        | 4,24         |             |             |
|                                                                                                  | Manuel Lorimier          | PA                       | ECO                      | 1 124        | 2,14         |             |             |
|                                                                                                  | Florence Perrin          | LP (UPF)                 | DSV                      | 788          | 1,50         |             |             |
|                                                                                                  | Patrick Poirot-Bourdain  | LO                       | DXG                      | 605          | 1,15         |             |             |
|                                                                                                  | Louis Lagarde,           | SE (CRIC)                | DVC                      | 281          | 0,54         |             |             |
| Votes valides                                                                                    | Votes valides            | Votes valides            | Votes valides            | 52 417       | 98,12        | 47 347      | 92,76       |
| Votes blancs                                                                                     | Votes blancs             | Votes blancs             | Votes blancs             | 722          | 1,35         | 2 564       | 5,02        |
| Votes nuls                                                                                       | Votes nuls               | Votes nuls               | Votes nuls               | 285          | 0,53         | 1 131       | 2,22        |
| Total                                                                                            | Total                    | Total                    | Total                    | 53 424       | 100          | 51 042      | 100         |
| Abstention                                                                                       | Abstention               | Abstention               | Abstention               | 51 235       | 48,95        | 53 624      | 51,23       |
| Inscrits / participation                                                                         | Inscrits / participation | Inscrits / participation | Inscrits / participation | 104 659      | 51,05        | 104 666     | 48,77       |

La suppléant de Christophe Blanchet était Audrey Gadenne, cheffe de cabinet du maire de Deauville, conseillère départementale du canton de Pont-l'Évêque, conseillère municipale de Reux.

### Élections de 2024
| Candidat                 | Candidat                 | Parti et coalition       | Nuances                  | Premier tour | Premier tour | Second tour | Second tour |
| Candidat                 | Candidat                 | Parti et coalition       | Nuances                  | Voix         | %            | Voix        | %           |
| ------------------------ | ------------------------ | ------------------------ | ------------------------ | ------------ | ------------ | ----------- | ----------- |
|                          | Chantal Henry            | RN                       | RN                       | 24 230       | 33,65        | 28 610      | 40,58       |
|                          | Christophe Blanchet      | MoDem (ENS)              | ENS                      | 23 622       | 32,80        | 41 893      | 59,42       |
|                          | Pierre Mouraret          | PCF (NFP)                | UG                       | 14 247       | 19,78        | Retrait     | Retrait     |
|                          | Sophie Gaugain           | LR                       | DVD                      | 7 847        | 10,90        |             |             |
|                          | Pascale Deutsch          | REC                      | REC                      | 878          | 1,22         |             |             |
|                          | François Buisson         | DLF                      | DSV                      | 747          | 1,04         |             |             |
|                          | Patrick Poirot-Bourdain  | LO                       | EXG                      | 442          | 0,61         |             |             |
|                          |                          |                          |                          |              |              |             |             |
| Votes valides            | Votes valides            | Votes valides            | Votes valides            | 72 013       | 97,97        | 70 503      | 95,86       |
| Votes blancs             | Votes blancs             | Votes blancs             | Votes blancs             | 1 000        | 1,36         | 2 237       | 3,04        |
| Votes nuls               | Votes nuls               | Votes nuls               | Votes nuls               | 492          | 0,67         | 811         | 1,10        |
| Total                    | Total                    | Total                    | Total                    | 73 505       | 100          | 73 551      | 100         |
| Abstention               | Abstention               | Abstention               | Abstention               | 31 369       | 29,91        | 31 316      | 29,86       |
| Inscrits / participation | Inscrits / participation | Inscrits / participation | Inscrits / participation | 104 874      | 70,09        | 104 867     | 70,14       |

La suppléante de Christophe Blanchet est Évelyne Sophie, secrétaire-comptable, maire de Coquainvilliers.